# (7647) Etrépigny
(7647) Etrépigny – planetoida z pasa głównego asteroid okrążająca Słońce w ciągu 4 lat i 339 dni w średniej odległości 2,9 j.a. Została odkryta 26 września 1989 roku przez Erica Elsta. Przed nadaniem nazwy planetoida nosiła oznaczenie tymczasowe (7647) 1989 SR2.